# Viktorijina zemlja
Viktorijina zemlja (Victoria Land) je dio Antarktike između Rossovog mora, Južnog oceana i francuskog sektora na Antarktiku tj. izmeđe 142° i 170° IGD i 78° JGŠ.
U obalskom dijelu planinski lanci su dugi više od 2000 m, građeni su od granita i škrinjaca, s najvišim vrhom Markham 4572 m. U unutrašnjosti do 2500 m je visok, ledom pokrivena visoravan. Pred obalom su grupe otoka, među kojima je Rossov otok s vulkanima Erebus (4 069 m) i Teror (3 272 m). Klima je polarna, a vegetaciju čine mahovine i lišajevi samo u priobalnom pojasu.
Viktorijinu zemlju otkrio je 1841. James Clark Ross. Teritorij pripada australskom i novozelandskom sektoru.